# Сражение при Ла-Трамбле
Сражение при Ла-Трамбле (фр. Bataille de La Tremblaye) — одно из сражений во время Вандейской войны, произошедшее 15 октября 1793 года, в результате которого республиканские войска победили и захватили город Шоле.
В октябре 1793 года Майнцская армия продолжала своё наступление и поджигала все на своем пути. 13 октября она заняла Клисон, а 14-го — Тиффож и Торфу. 13 октября дивизия генерала Барда численностью 3500 человек, вышедшая из Люсона, подожгла Ле-Эрбье и Ла-Верри, заставив вандейцев Руарана (3000 человек) укрыться в Мортане. Однако генералы Вандеи решили эвакуировать этот город, отступить к Шоле и направить артиллерию в Бопрео. Приказ был быстро выполнен.
15 октября войска генерала Клебера вошли в Мортань, который нашли брошенным, кроме 1500 пленных-республиканцев, которых вендейцы забыли в камерах. Со своей стороны, генерал Алексис Шальбос переформировал свои войска в Брессюире и возобновил марш. Таким образом, три республиканские армии сошлись у Шоле, где должно было произойти решающее сражение.
Д'Эльбе, Лескюр, Боншан и Руаран разместили свои войска в Сен-Кристоф-дю-Буа. Д'Эльбе отправил Шаретту письмо с просьбой атаковать республиканцев сзади, но не получил ответа.

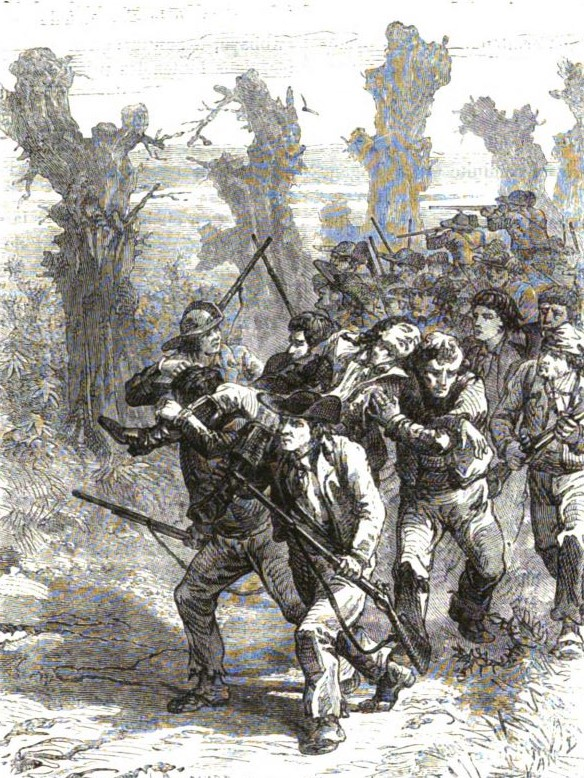
Раненого Лескюра несут его бойцы.

15 октября войска Майнцской армии и дивизии Барда атаковали близ замка Ла-Трамбле, юго-западнее Шоле. Однако Лескюру удалось отбросить дивизию Барда, измученную маршем в несколько дней. Раненого генерала Барда заменил его заместитель генерал Марсо. Прибытие дивизии Бопюи позволило отбить вандейцев. Лескюр, занятый сбором своих бежавших людей, был ранен пулей в голову. Это довершило деморализацию повстанцев, которые подумали, что их генерал мертв, и отступили к Шоле.
Вечером военный совет вандейцев, собравшийся в Шоле, в связи с нехваткой боеприпасов и отсутствием артиллерии, находившейся в Бопрео с де Мариньи, принял решение эвакуировать город и отступить к Бопрео, оставив город республиканцам.
Согласно мемуарам Клебера, республиканцы потеряли более 500 человек против 1200–1500 погибших вандейцев.